# Højvangen
Højvangen  er en 2 sporet  motortrafikvej der går fra Koldings nordlige erhvervsområde, til Sønderjyske Motorvej E45 ved Kolding. Vejen er en del af sekundærrute 170 og sekundærrute 176, der går fra Aarhus til Kruså ved grænsen, og fra Kolding Ø til Hampen ved Nørre Snede.
Vejen starter i Vejlevej og føres derefter mod syd, den passere Korsvej hvor der er adgang til det nordlige erhvervsområde, og derefter Petersmindevej, hvor der er adgang til det sydlige erhvervsområde.
Motortrafikvejen slutter ved Sønderjyske Motorvej E45, hvor den forsætter som Fynsvej som er en 4 sporet motortrafikvej, der går videre ind mod Kolding.
Højvangen findes som gade- og stednavn mange steder i Danmark.